# クレヴィル (セーヌ＝マリティーム県)
クレヴィル（仏: Cléville）は、フランスのノルマンディー地域圏、セーヌ＝マリティーム県に属するコミューン。

## 地理
ル・アーヴルから北東に40km、県都ルーアンからは北西に40kmほどいった田園地帯に位置する。付近ではE44などの幹線道路が数本通る。北でリカルヴィルと、北東でベルモンヴィルと、南東でアルヴィマールと、南西でフカールとそれぞれ接する。

## 行政
- 首長 - イヴ・フェルコ（Yves Fercoq、2001年3月から）

市議会は首長も含め11人で構成される。

## 人口の推移[1]
| 1962年 | 1968年 | 1975年 | 1982年 | 1990年 | 1999年 | 2007年 |
| ------ | ------ | ------ | ------ | ------ | ------ | ------ |
| 111    | 141    | 152    | 156    | 164    | 169    | 160    |

## 観光スポット
- 聖ブノワ教会